# Mikołaj Trąba
Mikołaj Trąba (1358, Sandoměř – 2. prosince 1422, Maďarsko) byl polský šlechtic a duchovní, arcibiskup lvovský (1410–1412), arcibiskup hnězdenský (od 1412) a první primas Polska (od 1417). Byl významným rádcem polských králů, doprovázel polského krále Vladislava II. v bitvě u Grunwaldu.